# 江獺
江獺（學名： or ），也叫滑獺，鼬科水獭属動物，水獺的一種（江獺的毛比一般水獺要短）。
江獺主要生活在印度東部、马来半岛、尼泊尔、缅甸等東南亞地區，伊拉克也有少量分佈，以及中国大陆的广东（台山）、云南（盈江）等地。常见于生活于江河和沿海地区。该物种的模式产地不详。

## 保护
- 中国国家重点保护动物等级：二级
- 中国濒危动物红皮书等级：濒危